# Estación Takihama
La estación Takihama (多喜浜駅 Takihama-eki?) es una estación de la línea Yosan de la Japan Railways que se encuentra en la ciudad de Niihama de la prefectura de Ehime. El código de estación es el "Y28".

## Estación de pasajeros
Cuenta con una plataforma, con vías a ambos lados de la misma (andenes 1 y 2). El andén 1 es el principal y, sólo para permitir el sobrepaso a los servicios rápidos se utiliza el andén 2.
La estación que se utiliza es una remodelación de la estación original. La estación no cuenta con personal. Hubo un tiempo en el que la venta de pasajes estuvo tercerizada, pero desde que la estación Takihama pasó a formar parte de Japan Railways la misma fue suprimida.
La estación contaba con un local de Willie Winkie.

### Andenes
| 1 | ● Línea Yosan | | Hacia Iyomishima, Kawanoe y Kanonji (los servicios rápidos no se detienen)                    |
| 1 | ● Línea Yosan | Hacia Niihama, Saijō, Imabari, Hōjō y Matsuyama (los servicios rápidos no se detienen)                    |                                                                                               |
| 2 | ● Línea Yosan | | Hacia Iyomishima, Kawanoe y Kanonji (sólo para permitir el sobrepaso a los servicios rápidos) |
| 2 | ● Línea Yosan | Hacia Niihama, Saijō, Imabari, Hōjō y Matsuyama (sólo para permitir el sobrepaso a los servicios rápidos) |                                                                                               |

## Alrededores de la estación
- Dependencia Kawahigashi (川東支所 Kawahigashi-shisho?) del Ayuntamiento de la ciudad de Niihama
- Subdivisión Kawahigashi (川東分署 Kawahigashi-bunshō?) del Departamento de Bomberos de la ciudad de Niihama
- Comisaría de la estación de Takihama
- Sucursal Niihama Higashi del banco Iyo (伊予銀行 Iyo-ginkō?)
- Ruta nacional 11
- Parada del autobús Setouchi (せとうちバス Seto'uchi-basu?).

## Historia
- 1921: el 21 de junio se inaugura la estación Takihama.
- 1987: el 1° de abril pasa a ser una estación de la división Ferrocarriles de Pasajeros de Shikoku de la Japan Railways.

## Estación anterior y posterior
- Línea Yosan 
  - Estación Sekigawa (Y27)  <<  Estación Takihama (Y28)  >>  Estación Niihama (Y29)